# Malotwana
Malotwana är en ort (village) i distriktet Kgatleng i Botswana. 